# Il mondo infestato dai demoni
(Carl Sagan)
Il mondo infestato dai demoni (titolo originale in inglese The Demon-Haunted World) è un libro del 1995 di Carl Sagan. È un'opera di divulgazione scientifica, con lo scopo di spiegare l'essenza del metodo scientifico e di incoraggiare il pensiero critico e lo scetticismo scientifico.
Alcuni capitoli del libro furono precedentemente pubblicati sulla rivista Parade, permettendo a Sagan di integrarli con commenti e reazioni da parte del pubblico, in modo da chiarire meglio il suo punto di vista.

## Trama
Il libro fornisce esempi e metodi per aiutare a distinguere fra idee con una valida base scientifica e quelle che possono essere considerate semplicemente pseudoscienza. 
Sagan afferma che qualora nuove idee vengano presentate, queste devono essere verificate severamente con i mezzi del pensiero scettico e scientifico, e devono quindi superare una severa analisi.
Quindi, solo quando una nuova idea sopravvive ad un tale esame, essa può assumere al rango di ipotesi valida.
Il pensiero scettico è essenzialmente un mezzo per costruire, capire, ragionare, e riconoscere fra argomenti validi e non validi.
Ogni volta che sia possibile, bisogna ricorrere ad una verifica indipendente dei concetti la cui verità deve essere dimostrata.
Attraverso questi strumenti, possono essere assicurati i benefici di una mente critica e della capacità della scienza di evolvere correggendosi.
Sagan fornisce un'analisi scettica di diversi tipi di superstizioni, frodi, pseudoscienze e credi religiosi, come Dio, le streghe, gli UFO, i fenomeni extra-sensoriali, la pranoterapia, i cerchi nel grano, ed altri. Il fil rouge della sua trattazione, e dei suoi richiami ad una rigorosa e corretta applicazione del metodo scientifico davanti a questi presunti fenomeni, è rappresentato dal suo motto "Fenomeni straordinari richiedono sempre prove straordinarie".
La spiegazione dell'impatto che le pseudoscienze e il soprannaturale hanno sulla popolazione sono un'introduzione ad alcuni capitoli che hanno una forte impostazione di tipo politico: Sagan, con la collaborazione della moglie Ann Druyan in alcuni casi, presenta quelli che ritiene i problemi del sistema scolastico degli Stati Uniti e suggerisce soluzioni.

## Capitoli
1. La cosa più preziosa
2. Scienza e speranza
3. L'Uomo nella Luna e la Faccia su Marte
4. Gli alieni
5. Inganno e segretezza
6. Allucinazioni
7. Il mondo infestato dai demoni
8. Sulla distinzione tra visioni vere e false
9. La terapia
10. C'è un drago nel mio garage
11. La Città del Dolore
12. La bella arte di smascherare gli inganni
13. Ossessionato dalla realtà
14. L'antiscienza
15. Il sonno di Newton
16. Quando gli scienziati conoscono il peccato
17. Il connubio di scetticismo e meraviglia
18. Il vento solleva polvere
19. Non esistono domande stupide
20. Una casa in fiamme
21. La via verso la libertà
22. Bisogno di significati
23. Maxwell e i "secchioni"
24. Scienza e stregoneria
25. I veri patrioti fanno domande

## Edizioni
Opera originale:
- Carl Sagan, The Demon-Haunted World: Science As a Candle in the Dark. Random House, 1995 ISBN 0-345-40946-9.

Traduzione in italiano:
- Carl Sagan, Il mondo infestato dai demoni, collana I Saggi, traduzione di Libero Sosio, Baldini & Castoldi, 1997, ISBN 88-8089-309-2.